# Пика (рэпер)
Пи́ка (настоящее имя — Вита́лий Миха́йлович Попо́в; род. 4 мая 1986, Ростов-на-Дону) — российский рэпер.

## Биография
Виталий Михайлович родился 4 мая 1986 года в Ростове-на-Дону. Его знакомство с рэпом произошло в раннем возрасте благодаря Afrika Bambaataa и Ice-T. В 1998 году Виталий посмотрел видеокассету с брейкданс-мероприятием Battle of the Year, которая произвела на него сильное впечатление. Это вдохновило его на освоение танцевальной техники: сначала он занимался с лучшим другом, а затем в школе брейкданса, где преподавали бывший диджей Басты Бэка и Ираклий Минадзе. «Басту я знаю ещё с той тусовки, — говорит Пика. — Да и на концертах „Касты“ мы тоже танцевали».

«Пика — звучит дико, — говорит Баста о человеке, который сопровождает его на концертах, читает рэп, танцует брейкданс и не забывает о сольном творчестве. — Один раз его оставили без присмотра в студии и он записал здесь альбом.» — О Пике на сайте Gazgolder
Виталий выступал в составе ростовского брейк-данс коллектива «Motor Motion». После окончания школы поступил в Институт водного транспорта имени Г. Я. Седова. В 19 лет создает с единомышленником Ираклием Минадзе группу под названием MMDJANGA. После непродолжительного времени переезжает в Москву.

### Студийные альбомы
- Пикvsso (2013)
- АОКИ (2014)
- ALFV (2016)
- Kilativ (2018)
- Mount (2020)
- Back To The Future (2020)
- SONIC (2022)
- PICASSO 4LUV (2023)

### Мини-альбомы
- Гимны о пути драма (2013)
- GO (2016)[1]
- Heavytal (2024)

### Совместные альбомы
- 2017 — Страна солнечных пупков (с Ploty в составе Globoos Ei)[2]

### Синглы
- 2013 — Демоны тумана

- 2015 — Сок
- 2016 — Partymaker (Ploty Production English Version)
- 2016 — Babylone[3]
- 2016 — УЕ
- 2017 — Живое
- 2017 — Живое (Duzer Remix)
- 2017 — Цепи (feat. IЮный)
- 2017 — Стиль (feat. IЮный)
- 2017 — Astro (Duzer beat Edit) Ploty & Globoos Ei
- 2017 — A Ya Da (Duzer Back to the Future Rmx)
- 2017 — UE (Duzer Remix)
- 2017 — Gucci Never Die
- 2018 — Пополам (DYADYA Remix)
- 2018 — Пополам (Fox Angelous Remix)
- 2018 — Дикая любовь (DYADYA Remix)
- 2018 — Firma
- 2018 — Firma 2
- 2018 — Freestyle
- 2018 — Tempo passa
- 2018 — Friday Night (Местами Экспонат)
- 2018 — Tonight (DYADYA Remix)
- 2018 — Сквозь шум
- 2018 — Я у Джа дома[4]
- 2019 — Меня было мало (feat. Кравц)
- 2020 — No Way
- 2020 — Dexan
- 2020 — Осенняя (трибьют ДДТ)

Участие
- 2018 — Я её балую (сингл ALON)[5]
- 2018 — Листаем слайд дальше (микстейп Доспехи Бога Смоки Мо)
- 2021 — Паркур (альбом TXC SEEMEE)
- 2022 — ЮГ( альбом RAGE BOI WAVY  May Wave$)
- 2023 — Snow mafia (D.Masta, Слава КПСС, Yung Trappa, Цепi)

## Видеография

### Клипы
- 2012 — Move
- 2012 — Путь Драма
- 2013 — Может ты заметила (исп. МЯО)
- 2013 — Демоны Тумана
- 2013 — Рэперей
- 2014 — Туман
- 2014 — RAP TRAP
- 2014 — Таун
- 2014 — Двери
- 2014 — Шива
- 2014 — Таун (новая версия)
- 2014 — Пепси кола
- 2014 — Каждый раз
- 2014 — Мамы папы тёти
- 2015 — Every Time
- 2015 — Фрайдэй найт
- 2015 — ЗА НОВО
- 2015 — Сок
- 2015 — Моя песня дня
- 2016 — Ной
- 2016 — Rock'n'Roll & Gun
- 2016 — Патимейкер
- 2016 — Так и живу
- 2016 — Rock'n' Roll & Gun (Sergey Titov Remix)
- 2016 — УЕ
- 2016 — Tonight
- 2016 — GO
- 2016 — 5000нулей по 5000рублей
- 2017 — Стиль
- 2017 — А я да
- 2017 — Живое
- 2017 — GUCCI NEVER DIE
- 2018 — Пополам
- 2018 — ПКД
- 2018 — Четверг 4-го
- 2018 — WILD LOVE
- 2018 — Патигушки
- 2019 — Меня было мало (feat. Кравц)
- 2020 — Alfa love
- 2020 — Конфетка с огоньком
- 2021 —  Индия
- 2021 — Ганг (Mood Video)